# Haulbowline Island
Haulbowline Island är en ö i republiken Irland. Den ligger i grevskapet County Cork och provinsen Munster, i den södra delen av landet. På ön finns industribyggnader och en park.